# Jan Davidsson
Jan Davidsson (ur. 18 października 1956 w Motali) – szwedzki żużlowiec, ojciec Daniela i Jonasa Davidssonów – również żużlowców.
Brązowy medalista młodzieżowych indywidualnych mistrzostw Szwecji (Gislaved 1976). Brązowy medalista drużynowych mistrzostw Szwecji (1979). Trzykrotny finalista indywidualnych mistrzostw Szwecji (Kumla 1977 – XVI miejsce, 
Mariestad 1983 – XIII miejsce, Karlstad 1984 – IX miejsce). Dwukrotny finalista mistrzostw Szwecji par klubowych (1982 – VI miejsce, 1984 – VI miejsce). 
Reprezentant Szwecji na arenie międzynarodowej. Wielokrotny uczestnik eliminacji indywidualnych mistrzostw świata (najlepszy wynik: Linköping 1980 –  VII miejsce w półfinale szwedzkim).
W lidze szwedzkiej reprezentował barwy klubów: Piraterna Motala (1974–1978), Örnarna Mariestad (1979–1983) oraz Indianerna Kumla (1984–1985), natomiast w brytyjskiej – Eastbourne Eagles (1980).